# Nærlys
Nærlys eller nærlygter er lygter på en bil, der skal kunne oplyse vejen min. 30 m frem. Det skal virke asymmetrisk, således at det lyser vejen op længere frem i højre side end i venstre, og det skal have et fald på 1%, hvilket svarer til ca. 1 cm pr. meter.